# Brestovec (Trenčín)
|  | No s'ha de confondre amb Brestovec (Nitra). |

Brestovec és un poble i municipi d'Eslovàquia que es troba a la regió de Trenčín.

## Història
La vila fou fundada el 1955.

## Demografia
| Godina             | 1994 | 2004   | 2014   | 2024   |
| ------------------ | ---- | ------ | ------ | ------ |
| Nombre de persones | 1031 | 970    | 945    | 962    |
| Diferència         |      | −5,91% | −2,57% | +1,79% |

| Godina             | 2023 | 2024   |
| ------------------ | ---- | ------ |
| Nombre de persones | 974  | 962    |
| Diferència         |      | −1,23% |